# فرودگاه بین‌المللی اسابا
فرودگاه بین‌المللی اسابا (به انگلیسی: Asaba International Airport) یک فرودگاه همگانی با کد یاتا ABB است که یک باند فرود آسفالت دارد و طول باند آن ۳۴۰۰ متر است. این فرودگاه در کشور نیجریه قرار دارد .

## شرکت‌های هواپیمایی و مقصدهای پروازی
| شرکت‌های هواپیمایی | مقصدهای پروازی             |
| ----------------- | -------------------------- |
| Aero Contractors  | مرتلا محمد                 |
| آریک ایر          | ننامدی آزیکیوه، مرتلا محمد |
| اوورلند ایرویز    | مرتلا محمد                 |